# 左才相
左才相，隋末起义军领袖，山东长白山人。
615年，东海人李子通依附左才相，李子通独宽仁，很多人都归附他，没有半年，有部众万人。左才相猜忌李子通，李子通离开他渡淮河，与杜伏威汇合。616年七月，李子通占据海陵，左才相劫掠淮北，杜伏威在六合屯兵，他们都拥有几万部众。隋炀帝派光禄大夫陈棱率八千宿卫精兵去讨伐，连连取胜。